# Vollenhovia pyrrhoria
Vollenhovia pyrrhoria é uma espécie de formiga do gênero Vollenhovia, pertencente à subfamília Myrmicinae.